# Koeksister

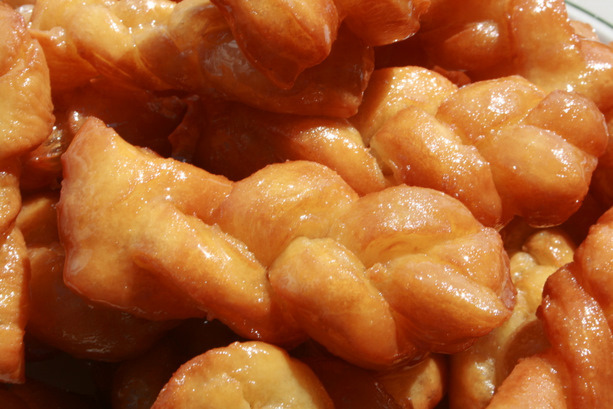
Koeksisters

Koeksister, ook Koeksuster, is een tot een vlecht geknede lekkernij uit de Zuid-Afrikaanse keuken. De koek wordt gefrituurd en vervolgens door een speciale siroop gehaald en wordt daarna gedroogd. Het woord "koeksister" is een samenstelling van de Afrikaanse woorden "koek" en "sis", wat frituren betekent. Koeksisters zijn erg populair in Zuid-Afrika en worden als zoet nagerecht of tussendoortje gegeten. Ook in het Engels worden ze koeksister genoemd

## Monument

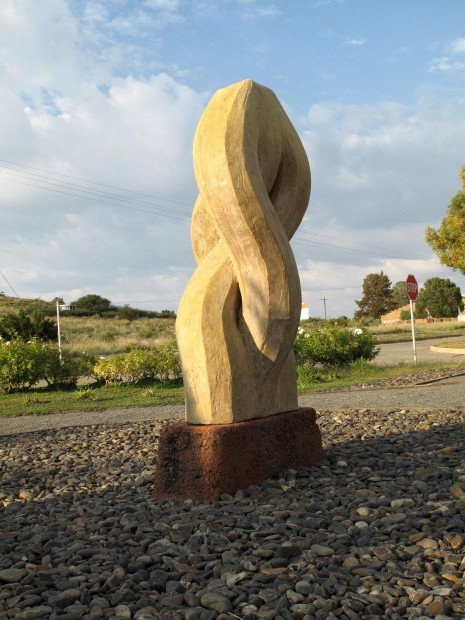
Het standbeeld in Orania

In Orania is er zelfs een monumentje voor de lekkernij opgericht.